# Moi et François Mitterrand
Moi et François Mitterrand est un roman d'Hervé Le Tellier publié en 2016 aux éditions Jean-Claude Lattès.

## Synopsis
Ce court récit illustré par des documents visuels, écrit sous la forme d'une conférence, relate la correspondance entre un personnage portant le nom de l'auteur et François Mitterrand, président de la République, et poursuivie avec les présidents de la République lui ayant succédé. L'originalité du texte réside sur l'interprétation très personnelle que le narrateur fait de la « lettre-type » qu'il ne cesse de recevoir et qu'il perçoit chaque fois comme lui étant personnellement adressée. Référence non dissimulée au Pierre Ménard de Jorge Luis Borges, cette comédie politique sur le rapport au pouvoir est aussi une réflexion facétieuse et sérieuse sur la stylistique et la réception.
Cet ouvrage reçoit le prix Botul 2016.

## Adaptation théâtrale
Cet ouvrage est adapté au théâtre par Benjamin Guillard en 2016, avec Olivier Broche dans le rôle d'Hervé Le Tellier (production de François Morel, et des Productions de l'explorateur, saison 2016-2017 du théâtre du Rond-Point).
Une version augmentée est adaptée par Delphine de Malherbe en 2023, avec Christophe Alévêque, saison 2023-2024 au Théâtre Rive Gauche.